# Comunità Popolare Democratica
La Comunità Popolare Democratica (in bosniaco: Demokratska Narodna Zajednica - DNZ) è un partito politico attivo in Bosnia ed Erzegovina, fondato l'8 ottobre 1993 da Fikret Abdić.

## Storia
Nelle elezioni presidenziali del 1998, Abdić corse per la presidenza della Bosnia-Erzegovina, ottenendo il 6,2% dei voti. Nelle stesse elezioni il partito elesse un seggio alla Camera dei rappresentanti della Bosnia ed Erzegovina e tre alla Camera dei rappresentanti della Federazione di Bosnia ed Erzegovina, confermandoli tutti e quattro alle elezioni parlamentari del 2000. Nel luglio 2001, Abdić fu processato in Croazia (dove risiedeva) per crimini di guerra risalenti agli anni tra il 1992 e il 1995, per essere successivamente condannato a 20 anni di prigione del luglio 2002. Nell'ottobre dello stesso anno, il leader del partito scelse di correre dal carcere alla presidenza dello stato, ottenendo il 4% dei voti. Nelle stesse elezioni, il partito elesse un deputato alla Camera dei rappresentanti federale e due deputati alla Camera dei rappresentanti della Federazione di Bosnia ed Erzegovina, riconfermandoli nel 2006. Intanto, nel marzo 2005, la Corte Suprema croata ridusse la pena di Abdić a 15 anni di prigione, rendendola definitiva. Dopo due mesi dalla condanna definitiva, Abdić si dimise dalla presidenza del partito. Alle elezioni generali del 2010 il candidato alla presidenza federale fu Ibrahim Đedović, che raggiunse il 2,9% dei voti. L'attuale presidente è Rifet Dolić, mentre Hafeza Sabljaković e Muhamed Škrgić sono i vicepresidenti.